# Gelora (Bagan Sinembah)
Gelora is een bestuurslaag in het regentschap Rokan Hilir van de provincie Riau, Indonesië. Gelora telt 2288 inwoners (volkstelling 2010).